# 167 г. пр.н.е.
167 (сто шестдесет и седма) година преди новата ера (пр.н.е.) е година от доюлианския (Помпилийски) римски календар.

## Събития

### В Римската република
- Консули са Квинт Елий Пет и Марк Юний Пен.
- В Рим пристигат делегации от различни източни държави, които изказват поздравления за победата и падението на Персей Македонски. Решено е в Македония и Илирия да бъдат създадени свободни републики, които да плащат част от предишните данъци на Рим, срещу което да получават защита[1]
- Амбициозният претор Марк Ювенций Тална агитира за обявяване на война на Родос, но намеренията му са осуетени след реч на Катон Стари.[1][2]
- Сенатът нарежда на Родос да освободи Кария и Ликия, включително градовете Кавн и Стратоникея, които дотогава осигуряват внушителния годишен приход от 120 таланта злато за родоската хазна.[2]
- Рим предава Делос на Атина под условието островът да стане свободно пристанище, а това се оказва допълнителен удар срещу Родос, който впоследствие губи, поради пренасочване на трафика, годишни приходи от пристанищни такси възлизащи на 140 таланта злато.[2]
- Оправданията на тракийския цар Котис IV, че е помагал на Персей само под принуда са приети от римските власти и задържания като заложник негов син е върнат.[3]
- 27-29 ноември – тридневен триумф на Луций Емилий Павел Македоник за победата над цар Персей.[4]
- 1 декември – триумф на Гней Октавий за морска победа на Персей.[4]

### На Балканите
- Македонското царство е разделено от Емилий Павел и десетчленна сенаторска комисия на четири републики с центрове Амфиполис, Тесалоника, Пела и Пелагония.[1][5]
- По нареждане на Сената Емилий Павел разграбва и разрушава 70 населени места в Епир и продава в робство 150 000 души (според Полибий), предимно Молоси.[5]
- Луций Аниций Гал и петчленна сенаторска комисия разделят владенията на илирите на три.[5]
- В Рим са депортирани можество от неговите гръцки опоненти включително 1000 ахейци, сред които е Полибий.[3][6]

### В Азия
- Започва Въстанието на Макавеите срещу Селевкидите.

## Починали
- Гай Клавдий Пулхер (консул 177 пр.н.е.), римски политик